# يوسف جودت
يوسف جودت (من مواليد 8 أغسطس 1963) هو سعودي الجنسية ويعد يوسف أبرز المنافسين في حدث فردي للرجال في الألعاب الأولمبية الصيفية 1984.